# Лучезарный (Лазаревский район)
Лучезарный — поселок в Лазаревском районе города Сочи, Краснодарский край, Россия.
Население — более 200 человек.

## География
Расположен в 3-х километрах от поселка Лоо, в 200 метрах от берега Чёрного моря.
Тихая курортная зона. Все курортные объекты расположены в лесном массиве. Отсутствие любых промышленных объектов в радиусе 30 км. Автомобильная трасса отделена от поселка лесополосой. Пляжная полоса более 3-х км. Чистое море.

### Улицы
- Декабристов
- Лучезарная

## Курортная инфраструктура
- Дендропарк пансионата «Белые Ночи» с большим количеством представителей флоры всего мира.
- Развлекательный комплекс с крытым аквапарком «Аква-Лоо».

## Основная курортная база
- Частный сектор.
- Дома, коттеджи, частные пансионы, квартиры и комнаты «под ключ».

## Транспорт
Автобусная остановка «Лучезарный».
Железнодорожный транспорт: Станция Лоо (СКВ ЖД) — 5 км.
Пригородные поезда: платформа «Горный Воздух» — 15-20 мин. пешком. или на маршрутке. Сообщение до Сочи и Туапсе.
Ближайший аэропорт — Сочи.

## Крупные курортные объекты
- Пансионат "Лучезарный"
- Пансионат "Ивушка"
- Пансионат "Русский Дом Дивный"